# Mohsen Makhmalbaf
Mohsen Makhmalbaf (Teheran, 29 maggio 1957) è un regista, sceneggiatore, produttore cinematografico e montatore iraniano.

## Biografia
Nato in uno dei quartieri più poveri di Teheran, Makhmalbaf a 15 anni entra nella milizia rivoluzionaria contro il regime dello Scià, e all'età di 17 anni viene arrestato per un assalto a una stazione di polizia. Nonostante la giovane età, sconta diversi anni in carcere per la sua opposizione al regime dello scià Reza Pahlevi. Padre della regista Samira Makhmalbaf, nel 1988 recita un episodio realmente accaduto nella sua vita nel film Close Up di Abbas Kiarostami.
A partire dal 1981 scrive romanzi e racconti e l'anno successivo gira il suo primo film, Nassouh le Répétant. Dirige una quindicina di lungometraggi che vincono numerosi premi internazionali, tra cui L'ambulante (1987), Il ciclista (1989), Salam Cinema (1995), Pane e fiore (1996), Il silenzio (1998, girato in Tagikistan per aggirare la censura iraniana), Viaggio a Kandahar (2001).

## Filmografia

### Regista
- Tobeh Nosuh (1983)
- Este'aze, mediometraggio (1984)
- Do cheshman-e bisu (1984)
- Baykot (1985)
- L'ambulante (Dastforush) (1987)
- Il ciclista  (Bicycleran) (1987)
- Arusi-ye khuban (1989)
- I giorni dell'amore (Noubat-e asheqi) (1990)
- Shabha-ye Zayende-Rud (1991)
- Nassereddin Shah, actor-e sinama (1992)
- Images from the Ghajar Dynasty, cortometraggio (1993)
- Honarpishe (1993)
- Salam Cinema, documentario (1995)
- Gabbeh (1996)
- Pane e fiore (Nun va goldun) (1996)
- Il silenzio (Sokut) (1998)
- The Door, episodio di Qesseha-ye Kish
- Testing Democracy, episodio di Tales of an Island (2000)
- Viaggio a Kandahar (Safar-e Qandehar) (2001)
- Alfabeto afgano (Alefba-ye afghan), cortometraggio documentario (2002)
- Sesso e filosofia (Ҷинс ва фалсафа) (2005)
- Viaggio in India (2006)
- The Gardener (2012)
- The President (2014)

## Riconoscimenti
- Premio Robert Bresson - 2015